# Maukka & Nahkatakit
Maukka & Nahkatakit, musikgrupp från Finland som i slutet av 1970-talet representerade new wave-genren. Frontfigur var Maukka Perusjätkä (Ralf Örn).Ralf Örn piano .Hanoi Rocks-gitarristerna Andy McCoy och Nasty Suicide inledde sina karriärer i gruppen.